# Polonio (Hamlet)
Polonio es un personaje de la obra Hamlet de William Shakespeare.  Es el principal consejero del villano final de la obra, Claudio y el padre de Laertes y Ofelia. Considerado generalmente como equivocado en todos los juicios que emite a lo largo de la obra, Polonio es descrito por William Hazlitt como un padre "sincero", pero también como "un hombre ocupado, [que] es por tanto oficioso, charlatán e impertinente". En el acto II, Hamlet se refiere a Polonio como un "viejo tonto tedioso" y se burla de él como un "Jefté" de los últimos tiempos.
Polonio se confabula con Claudio para espiar a Hamlet. Hamlet mata a Polonio sin saberlo, provocando el descenso de Ofelia a la locura, lo que finalmente provoca su (probable) suicidio y el clímax de la obra: un duelo entre Laertes y Hamlet.

## Personaje
Padre de Ofelia y Laertes, y consejero del rey Claudio, es descrito como un charlatán por algunos y como un divagador de la sabiduría por otros. También se ha sugerido que sólo actúa como un "tonto charlatán" para mantener su posición y popularidad a salvo y para evitar que alguien descubra sus tramas de ascenso social. Es importante señalar que, a lo largo de la obra, Polonio es caracterizado como un típico "hombre nuevo" del Renacimiento, que presta mucha atención a las apariencias y al comportamiento ceremonioso. Algunas adaptaciones lo muestran conspirando con Claudio en el asesinato del rey Hamlet.
En el Acto II, Escena III, Polonio da consejos a su hijo Laertes, que parte hacia Francia, en forma de una lista de máximas sentenciosas. Termina dando su bendición a su hijo, y aparentemente está tranquilo con la partida de su hijo. Sin embargo, en el Acto II, Escena I, ordena a su criado Reinaldo que viaje a París y espíe a Laertes e informe si se entrega a algún vicio local.
Laertes no es el único personaje al que Polonio espía. Teme que la relación de Hamlet con su hija perjudique su reputación ante el rey y ordena a Ofelia que "se encierre en el complejo [de Hamlet]". Más tarde sospecha que el rechazo de Ofelia a las atenciones de Hamlet ha hecho que el príncipe pierda el juicio, e informa a Gertrudis y Claudio de su sospecha, afirmando que su razón para ordenar a Ofelia que rechazara a Hamlet era que el príncipe estaba por encima de su posición. Él y el rey ponen a prueba su hipótesis espiando e interrogando a Ofelia.
En su último intento de espiar a Hamlet, Polonio se esconde tras unas arras en la habitación de Gertrudis. Hamlet trata con dureza a su madre, lo que hace que ésta pida ayuda. Polonio se hace eco de la petición de ayuda y es escuchado por Hamlet, que entonces confunde la voz con la de Claudio y atraviesa las arras y lo mata.
La muerte de Polonio a manos de Hamlet hace que Claudio tema por su propia vida, que Ofelia enloquezca y que Laertes busque venganza, lo que lleva al duelo en el acto final.

## Nombre

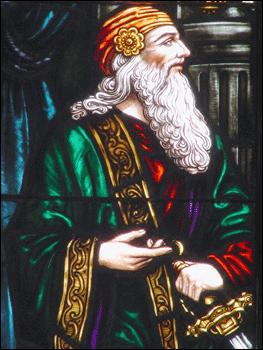
Una representación de Polonio en una vidriera

Gollancz propuso que la fuente del nombre del personaje y de las perogrulladas sentenciosas fuera De optimo senatore, un libro sobre el arte de gobernar del cortesano polaco Wawrzyniec Grzymała Goślicki, que fue muy leído después de que se tradujera al inglés y se publicara en 1598 con el título The Counsellor. "Polonio" significa en latín "polaco" o "un/una polaco". La traducción inglesa del libro se refiere a su autor como un estadista del "imperio polonio".
En el primer cuarto de Hamlet, Polonio se llama "Corambis". Se ha sugerido que deriva de "crambe" o "crambo", una frase latina que significa "col recalentada", lo que implica "un viejo aburrido" que suelta ideas trilladas. Se discute si éste era el nombre original del personaje o no. Se han hecho varias sugerencias para explicarlo. G. R. Hibbard sostiene que el nombre era originalmente Polonio, pero que se cambió porque el Q1 deriva de una versión de la obra que se representaría en Oxford y Cambridge, y el nombre original era demasiado parecido al de Robert Polenius, fundador de la Universidad de Oxford. Como Polonio es una parodia de un pseudointelectual pomposo, el nombre podría haberse interpretado como un insulto deliberado. En la portada de Q1 se indica específicamente que la obra se ha representado recientemente en Londres, Oxford y Cambridge.

## Representaciones escénicas y cinematográficas
En la mayoría de las producciones del siglo XX, hasta aproximadamente 1980, Polonio era interpretado como un hombre algo senil y gárrulo de unos 75 años, lo que provocaba algunas risas en el público. Las producciones más recientes han tendido a representarlo como un hombre ligeramente más joven y a enfatizar su desplante en lugar de su pomposa senilidad, volviendo a la forma tradicional en que se representaba a Polonio antes del siglo XX. Hasta la década de 1900 existía la tradición de que el actor que interpretaba a Polonio interpretara también al ingenioso sepulturero del acto V. Esto sugiere que el actor que interpretaba a Polonio era un actor acostumbrado a hacer de payaso, como el Bufón del Rey Lear: no un viejo tonto, sino un maestro vivo e inteligente de la ilusión y el engaño. Polonio añade una nueva dimensión a la obra y es un personaje controlador y amenazante.
Una de las claves de la representación es la decisión del productor de mantener o eliminar la breve escena con su sirviente, Reynaldo, que viene después de su escena de consejos geniales y paternales a Laertes. Le ordena a Reynaldo que espíe a su hijo, e incluso le sugiere que ha estado apostando y relacionándose con prostitutas, para averiguar lo que realmente ha estado haciendo. La inclusión de esta escena lo retrata bajo una luz mucho más siniestra; la mayoría de las producciones, incluida la versión cinematográfica de Laurence Olivier de 1948, optan por eliminarla. Las respectivas producciones protagonizadas por Richard Burton y Kenneth Branagh la incluyen. Aunque Hume Cronyn interpreta a Polonio sobre todo para reírse en la producción de Burton, Polonio es más siniestro que cómico en la versión de Branagh.

## Líneas famosas
Las frases más famosas de Polonio se encuentran en el Acto I, Escena III ("No seas ni prestamista ni prestatario"; "Sé fiel a ti mismo") y en el Acto II, Escena II ("La brevedad es el alma del ingenio"; y "Aunque esto sea una locura, hay método en ello"), mientras que otras se han convertido en aforismos parafraseados ("La ropa hace al hombre"; "Los viejos amigos son los mejores amigos"). Además, la frase que pronuncia cuando es asesinado por Hamlet en el Acto III, Escena IV ("¡Oh, he sido asesinado!") ha sido objeto de parodias y burlas debido a su obviedad.

## Retratos notables
- Hume Cronyn ganó un premio Tony por interpretar a Polonio frente al Hamlet de Richard Burton en la producción de John Gielgud en Broadway Ningún otro actor ha ganado nunca un premio por interpretar a Polonio en ninguna versión escénica profesional estadounidense de Hamlet, ni por interpretarlo en una versión cinematográfica de la obra.
- En "The Producer", un episodio de 1966 de La isla de Gilligan, el discurso de Polonio "No seas ni prestatario ni prestamista" es interpretado satíricamente, primero por el habitual de la serie Alan Hale Jr. como El Patrón interpretando el papel de Polonio (con Dawn Wells como Mary Ann interpretando a Laertes) en una producción musical de Hamlet por los náufragos, y luego por Phil Silvers como productor de teatro famoso que se encuentra en la isla.[5]
- Entre los actores que han interpretado a Polonio en el cine y la televisión se encuentran Hans Junkermann, Ian Holm, Michael Redgrave, Ian Richardson, Oliver Ford Davies, Bill Murray y Richard Briers.